# Mystic Messenger
Mystic Messenger (Hangul: 수상한메신저 Susanghan Mesinjeo, lit. Suspicious Messenger) é um jogo otome visual mode sul coreano feito pela Cheritz. Foi disponibilizado no dia 8 de julho de 2016 para Android e 18 de agosto de 2016 para iOS. O jogo está disponível nas linguagens: coreano, inglês e espanhol.

## Enredo e Ferramentas do Jogo
No Mystic Messenger, o jogador assume o papel da protagonista feminina na qual o nome pode ser alterado, e não tem um padrão oficial. A personagem, referida também como MC, heroína, ou simplesmente protagonista, instalou um aplicativo misterioso que a levou até o apartamento fechado e seguro de alguém chamada Rika, que fundou uma organização de caridade intitulada RFA, ou Rika's Fundraising Association. Lá, ela conhece 6 novas pessoas - que são integrantes do RFA - e tem a missão de organizar a terceira festa que os membros esperam, chamando os convidados. A protagonista está liberada para escolher um dos 5 ''interesses amorosos'' disponíveis, cada um com sua própria rota e acontecimentos, bem como descobrir a verdade por trás do RFA.
O jogo está divido em várias partes:
1. Sala de Mensagens:[3] É onde ocorre todas as conversas e onde o jogador afeta a história. Alguns dias e rotas tem o modo visual novel, onde é contado a história tanto em primeiro ou terceiro ponto de perspectiva no estilo visual mode.
2. Mensagens de Texto:[3]  Torna as mensagens em um modo mais realístico. O jogador está liberado para ganhar 'Corações' dependendo das escolhas que fizer.
3. Ligações:[1] Os jogadores estão liberados para ligar para um dos 5 personagens depois de finalizar um chat ou um modo visual novel. O telefone vai tocar por 10 segundos. Se o jogador não atender a ligação durante o tempo limite, a chamada ficará como uma ligação perdida e o jogador estará disponível para ligar novamente. Os jogadores também estão liberados para fazer ligações para eles, escolher opções de resposta ou ouvir o correio de voz quando eles estiverem ocupados.
4. Emails:[1] Para chamar os convidados para a festa, o jogador precisa ter um maior número possível de convidados. Para que eles vão a festa, o jogador precisa acertar 2 respostas. Acertando 3 questões, estará garantido a presença do convidado.
5. Há também os perfis onde os jogadores podem ver sua mensagem de status, perfil, e avatar que podem ser personalizados de acordo com o histórico de mensagens.

A história do jogo dura 11 dias; o primeiro dia trata do prólogo do jogo, três dias para a rota comum, seis dias focados na rota de um dos personagens, e um dia para a festa. O jogo é jogado em tempo real, onde os jogados recebem mensagens de texto e participam de conversas em grupo um chat especial (que é o foco principal do jogo). Ao longo das conversas dos quatro primeiros dias do jogo, o jogador pode dar respostas favoráveis para certos personagens para aumentar sua afinidade com eles (a afinidade significa os corações; assim como o seu nome, assume a forma de objetos em forma de coração). No final do quarto dia, o jogador vai receber a rota do personagem na qual tenha favorecido. Durante a rota, a história irá ser ramificado novamente para determinar se o jogador esta liberado para ir para o final bom ou normal ou parar em certo ponto, conseguindo o final ruim. 
Cada rota tem um final bom, final normal, e três finais ruins. Para conseguir o final normal, o jogador precisa apontar para o bom final, mas não convidar mais que 15 convidados. Há um tipo especial de final: o final ''ruim relacionamento'', em que o jogador não consegue chegar a uma quantidade certa de interessa amoroso depois de um certo tempo. Finais ruins podem ser obtidas em uma rota comum se tiver uma mesma quantidade de corações obtidas pelo jogador. Isto é marcado por ter um final no quarto dia.
Há um sistema de moedas no jogo chamado Hourglasses (Ampulhetas). Eles permitem que o jogador tenha acesso á conversas que o jogador perdeu, carregar um arquivo salvo ou ligar para alguém com um custo de cinco ampulhetas. Eles podem ser ganhados aleatoriamente nas conversas, ser compradas com dinheiro real, trocando 100 corações por um, completando a história de um convidado por vez, ou aleatoriamente na nave espacial do 707 (uma nave espacial que captura aleatoriamente os pensamentos dos integrantes).

## Personagens
A seguinte romanização do coreano segue a romanização oficial do jogo; pode ter uma pronuncia diferente do usual.

### Personagens principais
Protagonista
Protagonista (também conhecida como Personagem Principal, MC ou Heroína) é a protagonista feminina do Mystic Messenger. O jogador assume o papel dela e lhe dá um nome e uma foto personalizada. Ela não tem nome padrão, não pode ser anônima e não pode ser nomeada com muito caracteres; o jogo vai travar se isso acontecer. Após 'entrar' no RFA e no apartamento de Rika, ela assume o papel da mesma e organiza a festa que os membros do RFA estavam esperando.
Jumin Han
Voz de: Yongwoo Shin
Jumin Han (한주민, Han Ju-min) é um herdeiro de 26 anos da C&R International, uma empresa pertencente ao seu pai. Ele sempre está em alguma viagem de negócios, gosta de usar roupas de 3 camadas e não está acostumado com 'comida comum'. Jumin é um amante de gatos - exclamando que apenas os gatos são leais e os entende. Ele possui uma gata persa chamada Elizabeth 3rd e odeia quando alguém coloca apelidos nela - especialmente 707. Devido a sua educação privilegiada, ele tem uma visão diferente do mundo, o que muitas vezes o leva à um conflito com Zen. Independente disso, ele parece não se importar com que os outros falam sobre ele, mas não hesita em usar sua autoridade para ajudar os membros do RFA quando alguém está com algum problema.
Inicialmente Jumin não tem interesse em mulheres, e odeio o jeito mulherengo de seu pai, apesar de seus bons modos. Quando criança, as pessoas ao seu redor sempre foram gentis, isto porque Jumin é herdeiro da C&R International, levando-o a pensar que elas apenas queriam seu dinheiro. Ele não mistura questões privadas com o seu trabalho, e fechou-se das mulheres, alegando que ninguém é leal, exceto os gatos. Quando seu pai lhe arranjou um casamento com alguém que ele nem mesmo conhecia, Jumin ficou confuso em relação ao seu pai ser a pessoa que ele mais respeita. E para adicionar, no momento em que Elizabeth 3rd desaparece, ele conclui que nem mesmo os gatos podem ser leais com ele, então ele começa a tratar a protagonista, que não pode deixar o apartamento, da mesma maneira que Elizabeth 3rd.
ZEN
Voz de: Jang Kim
Zen (estilizado como ZEN) é o nome de palco de Hyun Ryu (류현, Lyu Hyeon), um artista musical de 23 anos. Apesar de ser um pouco narcisista por ter um rosto bonito (ao ponto em que ele tira selfies e compartilha no bate papo, exclamando o quão bonito ele é), ele quer que as pessoas o reconheçam por suas habilidades. Ele parece ser hiper sensível à Jumin, apelidando-o de ''Mr. Trust Fund Kid'' e recusando qualquer ajuda dele. Zen é muito protetor com os outros membros, principalmente com a protagonista, sempre a advertindo para ter cautela com os membros e suas ''atitudes de lobo''.
Zen é o mais filho mais novo em sua família - consiste do pai, mãe e o irmão mais velho. Vindo de uma família conservadora, seus pais queriam que seus filhos tivessem um emprego estável ao invés de ficar no ramo musical. Por ter um rosto bonito desde seus dias mais jovens, seus pais temem que Zen se torne um artista ao invés de um advogado ou médico, então eles sempre dizem que Zen é feio e apenas seu irmão o defende. Depois que descobriu que seu irmão o ''traiu'', ele fugiu de casa e passou a viver sozinho. Isso o levou a odiar pessoas que ''tem privilégios desde os primeiros anos'', como Jumin. Zen entrou no RFA depois que Rika lhe deu um buquê de flores em seu primeiro dia como ator, alegando ser ''sua maior fã''.
707
Voz de: Youngsun Kim
707, ou seu real nome Luciel Choi (최 루시엘, Choi Lusiel) é um hacker e agente secreto de 21 anos, ele é um dos integrantes do RFA. 707, também conhecido como Seven, é um autoproclamado católico devoto que ama comer comidas gordurosas (especialmente Phd. Pepper e Honey Buddha Chips). Ele tem uma atitude muito maliciosa e ama gatos de uma forma 'única'. Ele tende a falar de uma maneira estranha na qual os outros membros não entendem, exceto a protagonista. Seus hobbies incluem colecionar carros. Sua casa é tão segura que as pessoas precisam trazer um dicionário árabe para poder passar pela segurança. Apesar de sua personalidade despreocupada, fácil, ele sempre adverte aos outros para manterem uma certa distância dele por causa de seu trabalho como agente secreto. Quando ele está genuinamente apaixonado pela protagonista, ele fere seus sentimentos para que ela não sofra como sua ida repentina (motivada por causa de seu trabalho perigoso). 707 tende a quebrar a quarta barreira mais facilmente do que os outros no jogo.
707, cujo nome de nascimento é Saeyoung Choi (최세영, Choi Se-yeoung), cresceu com seu irmão gêmeo, Saeran, em uma casa tóxica. Eles são filhos ilegais de um homem que se candidatou a presidência. Isso causou a depressão em sua mãe - ela pediu dinheiro a ele em troca de informações sobre os gêmeos. Sendo o mais saudável, o jovem Saeyoung esta encarregado de algumas tarefas. Em seu caminho para casa, ele conheceu várias pessoas em uma igreja, bem como Rika, que o converteu ao catolicismo, ganhando seu nome de batismo, Luciel. Aos seus 15 anos, V prometeu a Saeyoung que daria uma vida melhor a Saeran, com a condição de que ele se tornaria um hacker e ''não teria uma família'', que acabou aceitando sem pensar no que poderia acontecer posteriormente.
Yoosung★
Voz de: Kyuhyuk Sim
Yoosung Kim (김유성, Kim Yu-seong) é um estudante de 20 anos e um gamer viciado no jogo online LOLOL (significa League Of Loneliness of Life), uma paródia do jogo League of Legends, ele é o segundo no ranking do servidor, com 707 em primeiro. Devido ao seu vício, ele não tem tempo para estudar, apesar de ser inteligente o suficiente para obter uma bolsa de estudos em sua faculdade, SKY University, e ganhar uma oferta de estágio de Jumin. Yoosung e 707 são amigos desde o ensino médio; 707 ama pregar peça nele, enquanto Yoosung caí miraculosamente em suas brincadeiras. Yoosung é primo de Rika; ele é incapaz de seguir em frente depois de sua morta, a quem tanto admirava, mesmo quando eles apenas se conheceram quando ele estava no 6° ano.
Rika é a maior influência de Yooseung. Ela é a razão pela qual Yoosung está fazendo mestrado em medicina. A morte de Rika está, aparentemente, o afetando tanto que ele joga  LOLOL constantemente para se distrair da tristeza. Por causa disso, ele chega a pensar na protagonista como uma substituta de Rika.
Jaehee Kang
Voz de: Jeonghwa Yang
Jaehee Kang (강제희, Kang Je-hui) é, atualmente, a única integrante feminina no RFA além da protagonista. Ela tem 25 anos e é assistente na C&R International e assistente pessoal de Jumin. Ela inicialmente parece estoica, séria e aparenta estar suspeita da aparição surpresa da protagonista. Apesar disso, ela é uma grande fã do Zen e sua personalidade muda quando ela está falando sobre ele. Ela tende a estar sobrecarregada por causa de Jumin e por tomar conta de Elizabeth 3rd, mesmo que ela odeie pelos de gato espalhados por sua casa.
A mãe de Jaehee se casou com um homem vinte anos mais velho que ela, e logo faleceu. Sua mãe faleceu pouco tempo depois, obrigando a um parente a cuidar de Jaehee ainda jovem, apesar de sua relutância. Por causa disto, Jaehee tende a não confiar muito nas pessoas e tem medo de que se ela não continuar trabalhando na C&R International, algo ruim vai acontecer. Ultimamente tem tido muito interesse no café e pretende abrir a sua própria cafeteria.

### Outros
V
Voz de: Hosan Lee
V, ou seu real nome Jihyun Kim (김지현, Kim Ji-hyeon) é um fotógrafo de 26 anos e amigo de infância de Jumin. Ele é noivo de Rika, e outra pessoa que foi levado a tristeza depois de sua morte. Ele não usa o chat com frequência e usa um par de óculos escuros para esconder seus olhos, já que sua visão piorou. Rika, sua ex noiva, arranhou seus olhos em um reação de seu amor por ela. V afirma que continuaria a amando mesmo que ela o machucasse.
Rika
Voz de: Hyunjin Lee
Rika (리카) é um pessoa adorada pelos integrantes do RFA, uma organização fundada por ela e V. Enquanto estava viva, ela queria fazer as pessoas felizes, com um método fazendo festas de caridade. Aparentemente ela tinha um problema mental, especialmente depois que seu cão Sally faleceu devido a sua cegueira. Mais tarde descobriu-se que Rika não está morta, mas se tornou líder do Mint Eye, uma organização próxima a RFA. Sua doença mental a tomou completamente, e ela tenta roubar os convidados da festa do RFA para convidar para sua nova organização. Ela afirma que quer fazer todos felizes, e deseja que todos vão para o ''Paraíso''.
Unknown
Voz de: Sujin Kang
Unknown (também conhecido como ''???'' no modo visual novel) é um hacker que levou a protagonista até o apartamento de Rika e faz parte de um grupo misterioso chamado '''Mint Eye''. O(a) jogador(a) pode conseguir um bad end no prologue chat se recusar ajudar ele ou não dar o código de segurança do apartamento de Rika. Na rota do 707, é revelado que ele é o irmão perdido de 707, chamado Saeran.
Vanderwood
Vanderwood trabalha na mesma agência que Seven e vai frequentemente em sua casa para verificar seu trabalho. Quando ele visita, ele normalmente limpa sua casa, o que resultou em Seven lhe dando o apelido de sua empregada domestica. Seven lhe dá o nome falso ''Mary Vanderwood 3rd'' quando ele é mencionado em uma das conversas do RFA. Por causa do portão de segurança de Seven, Vanderwood carrega um dicionário árabe. Apesar de Vanderwood ser referido como uma fêmea algumas vezes por Seven, sua aparência aparenta ser de um homem e sua voz é masculina. Durante a rota de Seven, Seven se refere a Vanderwood usando o pronome masculino ''ele'', e Zen declarou que não acredita que Vanderwood seja um ''cara''.

## Música
O jogo contém duas músicas - a música de abertura intitulada ''Mysterious Messenger'' a música de fechamento intitulada ''Like the Sun in the Sky''. Ambas foram escritas por DoubleTO.
As 23 músicas de fundo, compostas por Flaming Heart, foram disponibilizadas junto com a música de abertura e fim e 13 faixas de 'conversa livre' entre as pessoa envolvidas em um pacote especial do jogo.